# Olenoidea
Olenoidea — надродина трилобітів ряду Ptychopariida. Надродина існувала протягом кембрійського та ордовікського періодів.

## Опис
У більшості представників лицьові шви опістопарієвого типу, проте зустрічаються представники з лицьовими швами пропарієвого типу; щічні кути округлі або з щічними шипами; глабель звужується до передньої частини; борозни глабеля роздвоєні або відсутні; гіпостома плавуча (natant); Очі маленького або середнього розміру; очні хребти зазвичай присутні; Торакс складається з 9 — 24 сегментів; Пігидій — мікропігідій (micropygous) або майже стандартний пігидій (subisopygous).